# Eriodictyon lanatum
Eriodictyon lanatum là loài thực vật có hoa trong họ Mồ hôi. Loài này được (Brand) Abrams mô tả khoa học đầu tiên năm 1915.